# Reserva extractiva

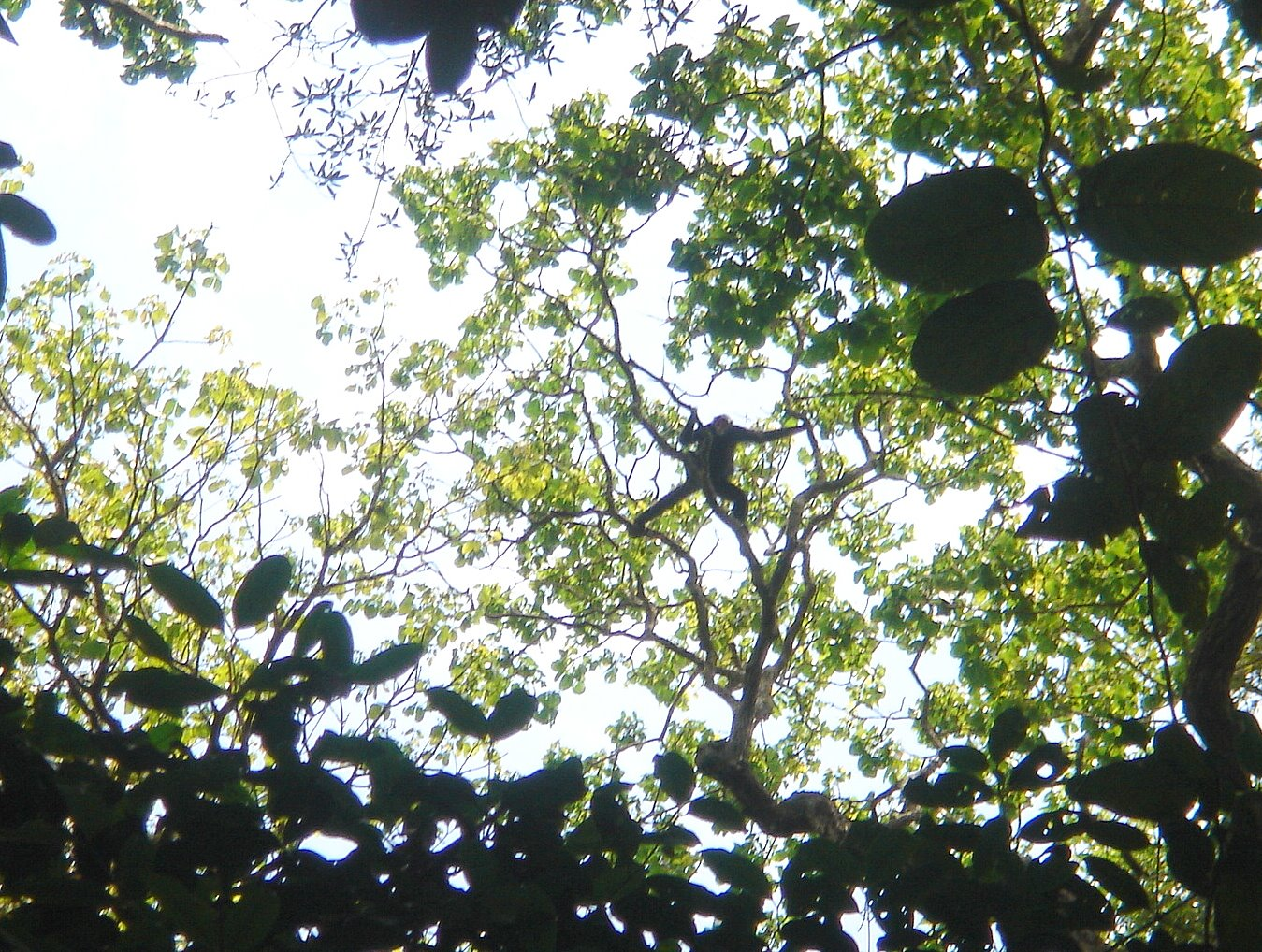
Mono araña en la Reserva Extractiva Bajo Río Branco-Jauaperi

Una reserva extractiva ( en portugués: Reserva Extrativista) es un tipo de área protegida de uso sostenible en Brasil. La tierra es propiedad público, pero las personas que viven en la reserva tienen la derecha a las prácticas extractivas tradicionales, como la caza, la pesca y la recolección de plantas silvestres.

## En la tierra
Las reservas extractivas en Brasil son: 
| Nombre                            | Nivel   | Estado             | Área (ha) | Creado | Bioma          |
| --------------------------------- | ------- | ------------------ | --------- | ------ | -------------- |
| Acaú-Goiana                       | Federal | Paraíba Pernambuco | 6.678     | 2007   | Mata atlántia  |
| Alto Juruá                        | Federal | Acre               | 506.186   | 1990   | Amazon         |
| Alto Tarauacá                     | Federal | Acre               | 151.200   | 2000   | Amazon         |
| Angelim                           | Estado  | Rondônia           | 8.923     | 1995   | Amazon         |
| Aquariqua                         | Estado  | Rondônia           | 18.100    | 1995   | Amazon         |
| Arapixi                           | Federal | Amazonas           | 133.637   | 2006   | Amazon         |
| Arióca Pruanã                     | Federal | Pará               | 83.445    | 2005   | Amazon         |
| Auatí-Paraná                      | Federal | Amazonas           | 146.950   | 2001   | Amazon         |
| Baixo Juruá                       | Federal | Amazonas           | 187.982   | 2001   | Amazon         |
| Barreiro das Antas                | Federal | Rondônia           | 107.234   | 2001   | Amazon         |
| Batoque                           | Federal | Ceará              | 602       | 2003   | Marino costero |
| Canutama                          | Estado  | Amazonas           | 197.986   | 2009   | Amazon         |
| Cassurubá                         | Federal | Bahía              | 100.687   | 2009   |                |
| Castanheira                       | Estado  | Rondônia           | 10.200    | 1995   | Amazon         |
| Catuá-Ipixuna                     | Estado  | Amazonas           | 217.486   | 2003   | Amazon         |
| Cazumbá-Iracema                   | Federal | Acre               | 750.795   | 2002   | Amazon         |
| Chapada Limpa                     | Federal | Maranhão           | 11.971    | 2007   |                |
| Chico Mendes                      | Federal | Acre               | 970.570   | 1990   | Amazon         |
| Ciriaco                           | Federal | Maranhão           | 8.084     | 1992   | Amazon         |
| Curralinho                        | Estado  | Rondônia           | 1.758     | 1995   | Amazon         |
| Cururupu                          | Federal | Maranhão           | 185.046   | 2004   | Amazon         |
| Extremo Norte do Tocantins        | Federal | Tocantins          | 9.280     | 1992   | Amazon         |
| Freijó                            | Estado  | Rondônia           | 600       | 1995   | Amazon         |
| Garrote                           | Estado  | Rondônia           | 803       | 1995   | Amazon         |
| Guariba                           | Estado  | Amazonas           | 150.465   | 2005   | Amazon         |
| Guariba-Roosevelt                 | Estado  | Mato Grosso        | 164.224   | 1996   | Amazon         |
| Gurupá-Melgaço                    | Federal | Pará               | 145.298   | 2006   | Amazon         |
| Ipaú-Anilzinho                    | Federal | Pará               | 55.816    | 2005   | Amazon         |
| Ipê                               | Estado  | Rondônia           | 815       | 1995   | Amazon         |
| Itaúba                            | Estado  | Rondônia           | 1.758     | 1995   | Amazon         |
| Ituxi                             | Federal | Amazonas           | 776.940   | 2008   | Amazon         |
| Jaci Paraná                       | Estado  | Rondônia           | 197.364   | 1996   | Amazon         |
| Jatobá                            | Estado  | Rondônia           | 1.135     | 1995   | Amazon         |
| Juami-Japurá                      | Federal | Amazonas           | 745,830   | 2001   | Amazon         |
| Jutaí-Solimões                    | Federal | Amazonas           | 284.285   | 1983   | Amazon         |
| Lago do Capanã Grande             | Federal | Amazonas           | 304.146   | 2004   | Amazon         |
| Lago do Cedro                     | Federal | Goiás              | 17.338    | 2006   |                |
| Lago do Cuniã                     | Federal | Rondônia           | 55.850    | 1999   | Amazon         |
| Mandira                           | Federal | São Paulo          | 1.176     | 2002   | Mata atlántica |
| Mapuá                             | Federal | Pará               | 94.464    | 2005   | Amazon         |
| Maracatiara                       | Estado  | Rondônia           | 9.503     | 1995   | Amazon         |
| Massaranduba                      | Estado  | Rondônia           | 5.566     | 1995   | Amazon         |
| Mata Grande                       | Federal | Maranhão           | 10.450    | 1992   | Amazon         |
| Médio Juruá                       | Federal | Amazonas           | 286.933   | 1997   | Amazon         |
| Médio Purus                       | Federal | Amazonas           | 604.209   | 2008   | Amazon         |
| Mogno                             | Estado  | Rondônia           | 2.450     | 1995   | Amazon         |
| Pedras Negras                     | Estado  | Rondônia           | 124.409   | 1995   | Amazon         |
| Piquiá                            | Estado  | Rondônia           | 1.449     | 1995   | Amazon         |
| Quilombo Frechal                  | Federal | Maranhão           | 9.542     | 1992   | Amazon         |
| Recanto das Araras de Terra Ronca | Federal | Goiás              | 11.964    | 2006   |                |
| Renascer                          | Federal | Pará               | 211.741   | 2009   | Amazon         |
| Rio Branco-Jauaperi               | Federal | Roraima            | 581.173   | 2018   | Amazon         |
| Rio Cajari                        | Federal | Amapá              | 501.771   | 1990   | Amazon         |
| Rio Cautário State                | Estado  | Rondônia           | 146.400   | 1995   | Amazon         |
| Rio Cautário Federal              | Federal | Rondônia           | 73.818    | 2001   | Amazon         |
| Rio Gregório                      | Estado  | Amazonas           | 427.004   | 2007   | Amazon         |
| Rio Iriri                         | Federal | Pará               | 398.938   | 2006   | Amazon         |
| Rio Jutaí                         | Federal | Amazonas           | 275.533   | 2002   | Amazon         |
| Rio Ouro Preto                    | Federal | Rondônia           | 204.583   | 1990   | Amazon         |
| Rio Pacaás Novos                  | Estado  | Rondônia           | 342.904   | 1995   | Amazon         |
| Rio Preto-Jacundá                 | Estado  | Rondônia           | 95.300    | 1996   | Amazon         |
| Rio Unini                         | Federal | Amazonas           | 833.352   | 2006   | Amazon         |
| Rio Xingu                         | Federal | Pará               | 303.841   | 2008   | Amazon         |
| Riozinho da Liberdade             | Federal | Acre               | 325.603   | 2005   | Amazon         |
| Riozinho do Anfrísio              | Federal | Pará               | 736.340   | 2004   | Amazon         |
| Roxinho                           | Estado  | Rondônia           | 882       | 1995   | Amazon         |
| Seringueira                       | Estado  | Rondônia           | 537       | 1995   | Amazon         |
| Sucupira                          | Estado  | Rondônia           | 3.188     | 1995   | Amazon         |
| Tapajós-Arapiuns                  | Federal | Pará               | 647.611   | 1998   | Amazon         |
| Terra Grande-Pracuúba             | Federal | Pará               | 194.695   | 2006   | Amazon         |
| Verde para Sempre                 | Federal | Pará               | 1.288.720 | 2004   | Amazon         |

## En el mar

Unidades de conservación al noreste de Belém

Las reservas extractivas marinas en Brasil son: 
| Nombre                 | Estado  | Administración        | Área (ha) | Creado |
| ---------------------- | ------- | --------------------- | --------- | ------ |
| Araí-Peroba            | Federal | Paraca                | 62.035    | 2005   |
| Arraial del Cabo       | Federal | Rio de Janeiro        | 56.769    | 1997   |
| Bahía de Iguapé        | Federal | Bahía                 | 10.074    | 2000   |
| Caeté-Taperaçu         | Federal | Paraca                | 42.069    | 2005   |
| Canavieiras            | Federal | Bahía                 | 100.646   | 2006   |
| Chocoaré - Mato Grosso | Federal | Paraca                | 2.786     | 2002   |
| Corumbá                | Federal | Bahía                 | 89.500    | 2000   |
| Cuinarana              | Federal | Paraca                | 11.037    | 2014   |
| Delta del Parnaíba     | Federal | maranhao <br /> Piauí | 27.022    | 2000   |
| Gurupi-Piriá           | Federal | Paraca                | 74.081    | 2005   |
| Isla de Tumba          | Estado  | Sao Paulo             | 1,128     | 2008   |
| Lagoa do Jequiá        | Federal | Alagoas               | 10.231    | 2001   |
| Madre Grande de Curuçá | Federal | Paraca                | 37.062    | 2002   |
| Maracaná               | Federal | Paraca                | 30.019    | 2002   |
| Maestro Lucindo        | Federal | Paraca                | 26.465    | 2014   |
| Mocapajuba             | Federal | Paraca                | 21.029    | 2014   |
| Pirajubaé              | Federal | Santa Catarina        | 1.444     | 1992   |
| Prainha do Canto Verde | Federal | Ceará                 | 29.794    | 2009   |
| São João da Ponta      | Federal | Paraca                | 3,203     | 2002   |
| agrio                  | Federal | Paraca                | 27.464    | 2001   |
| Taquarí                | Estado  | Sao Paulo             | 1.662     | 2008   |
| Tracuateua             | Federal | Paraca                | 27.154    | 2005   |

## Otras lecturas
- Marreti, Claudio C. (2005). «From pre-assumptions to a 'just world conserving nature': the role of Category VI in protecting landscapes: The Chico Mendes Extractive Reserve, Brazilian Amazon».  En Brown, Jessica, ed. The protected landscape approach: linking nature, culture and community. IUCN. ISBN 978-2-8317-0797-6.

- Datos: Q5422193